# Аксолотль
Аксоло́тль (Ambystoma mexicanum) — неотенічна амбістома, близька до амбістоми тигрової. Незвичайна серед земноводних тим, що досягає дорослого віку, не зазнаючи метаморфозу. Замість того, щоб вийти на сушу, дорослі особини залишаються водними й зябровими.
Цей вид спершу зустрічався лише в кількох озерах, поблизу сучасного Мехіко, таких як озеро Xochimilco та озеро Chalco. Ці озера були осушені іспанськими поселенцями після завоювання імперії ацтеків, що призвело до знищення більшої частини природного середовища існування аксолотля.
Станом на 2020 рік аксолотль перебував на межі зникнення, через урбанізацію Мехіко і, як наслідок, забруднення води, а також інтродукцію у його озера інвазивних видів, таких як тилапія та окунь. Міжнародний союз охорони природи та природних ресурсів (МСОП) відніс аксолотля до видів, що перебувають на межі зникнення в дикій природі, з популяцією від 50 до 1000 дорослих особин. Також аксолотль занесений до Додатка II Конвенції про міжнародну торгівлю видами дикої фауни та флори, що перебувають під загрозою зникнення (CITES).
Аксолотлі є об'єктом лабораторних досліджень завдяки їхній здатності регенерувати кінцівки, зябра, а також окремі частини очей і мозку. Примітно, що їхня здатність до регенерації знижується з віком, але не зникає. Аксолотлі продовжують помірно зростати протягом усього життя, і існує припущення, що ця риса безпосередньо сприяє їхнім регенеративним здібностям. Аксолотлі також продавалися як їжа на мексиканських продовольчих ринках і були основним продуктом у кухні ацтеків. На сьогодні є популярними екзотичними домашніми улюбленцями по всьому світу, особливо їхня лейкічна форма.
У природі аксолотлів можна сплутати як із личинковою стадією близькоспорідненої тигрової амбістоми (A. tigrinum), що широко поширена у Північній Америці, так і з протеєм американським (Necturus spp.) — повністю водною саламандрою з іншої родини, яка не є близьким родичем аксолотлів, але зовнішньо їх нагадує.

## Історія вивчення
Навколо класифікації аксолотлів і їхньої видової приналежності довгий час велись дискусії в науковому світі. Спочатку він вважався близьким родичем європейського протея. Хоча герпетологам давно були знайомі хвостаті земноводні — амбістоми, їхній зв'язок з аксолотлями не припускався.
Лише на початку 19-го сторіччя відомий французький натураліст Жорж Кюв'є висловив думку про подібність аксолотлів з іншими личинками хвостатих земноводних, але все ж відніс аксолотлів до зябрових земноводних. І тільки в 1884 р. німецький вчений Й.Кольман, ґрунтуючись на вивченні біології та розмноження багатьох хвостатих амфібій, описав явище неотенії.
В 1864 р. у Францію з Мексики вперше були привезені живі аксолотлі.
В 1913 р. празький вчений Вілем Лауфбергер застосував до аксолотля метод годування тиреоїдином (гормоном щитоподібної залози). В результаті було штучно досягнуто перетворення аксолотля на амбістому. Цей експеримент повторив англієць Джуліан Гакслі, який не знав, що експеримент вже був проведений, використовуючи подрібнені щитовидні залози. Відтоді експерименти часто проводили з ін'єкціями йоду або різних гормонів щитовидної залози, які використовували для стимулювання метаморфозу.

## Опис

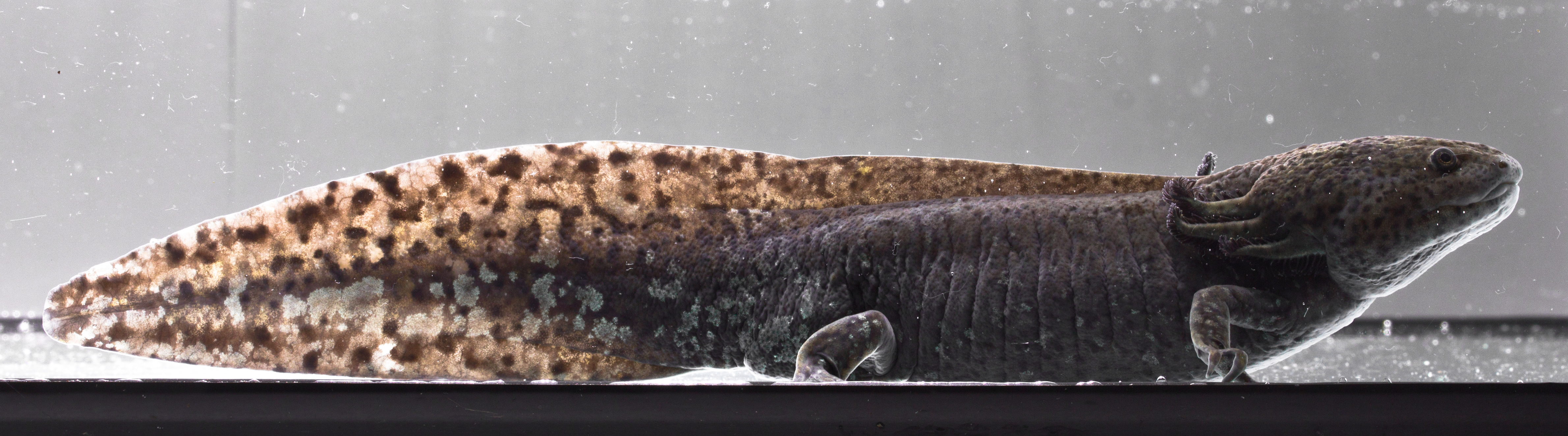
Дикий тип забарвлення

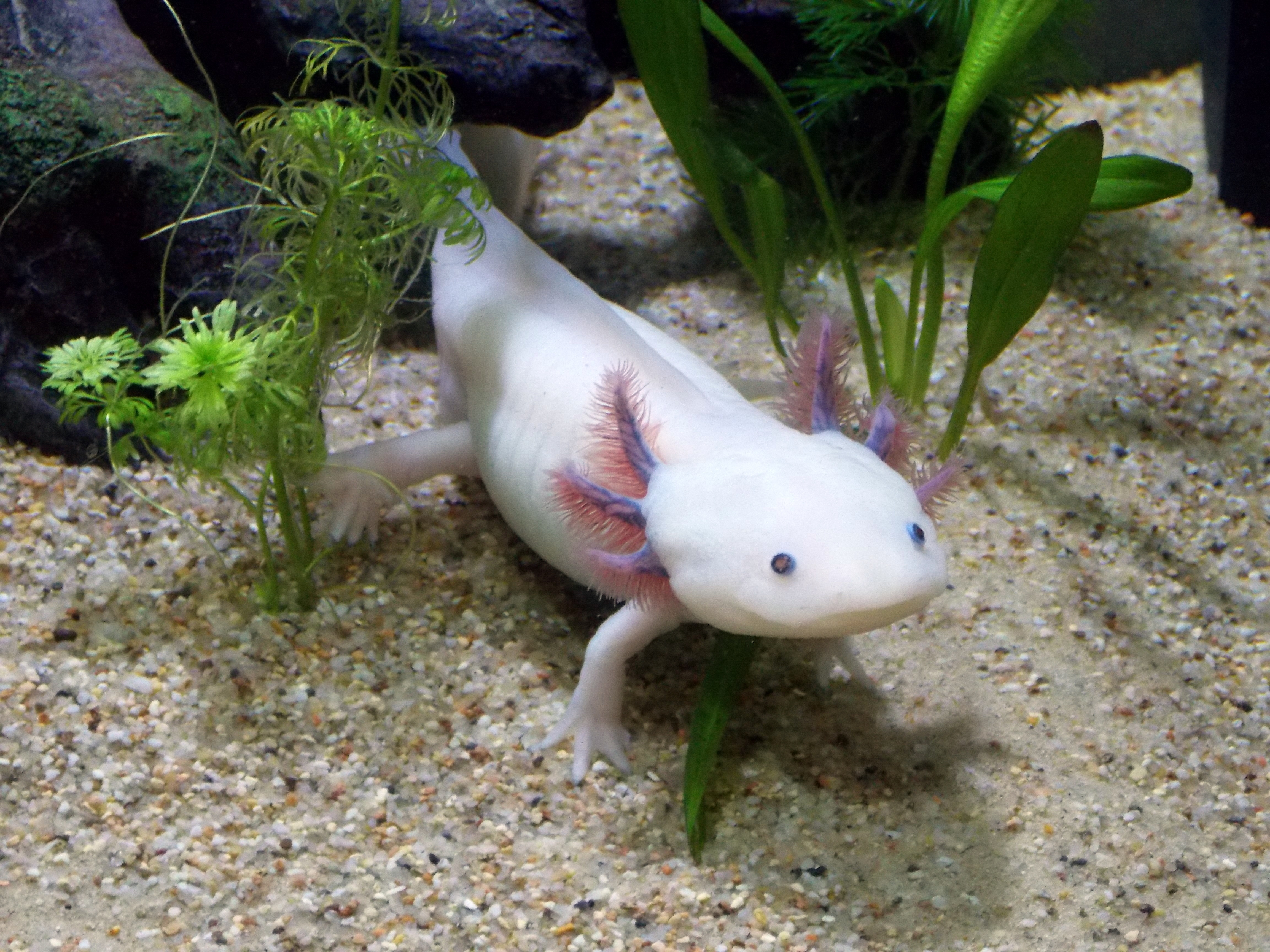
Популярний у домашньому утриманні, аксолотль з лейкізмом

Аксолотлі формою тіла схожі з тритонами. Статевозрілий дорослий аксолотль у віці 18—27 місяців сягає довжини від 15 до 45 см, із середньою довжиною близько 23 см, тоді як тварини завдовжки понад 30 см зустрічаються рідко. Хвіст облямований шкіряною складкою-плавником. Зовнішні зябра зберігаються все життя. Кожна з трьох зябрових гілок, по обидві сторони голови аксолотля, має безліч маленьких шкіряних відростків. Голова в аксолотлів широка, трикутна, і ущільнюється від кінчика морди до зябер. Очі маленькі, здатні сприймати предмети на близькій відстані. Загалом, органи чуття в аксолотлів розвинені слабко. Рот хапального типу, здатний широко розкриватися. Голова аксолотля не повністю зростається з тулубом. Між головою і короткою шиєю містяться зяброві щілини.
Шийний відділ хребта представлений лише одним кільцевим хребцем тому голова аксолотлів напіврухома. Аксолотлі дихають не тільки зябрами, але і легенями, а повітря ковтають ротом. Кінцівки слабкі, п'ятипалого типу. На передніх кінцівках 4 пальці, п'ятий редукований, на задніх — п'ять. Боки розкреслені вертикальними борознами. Шкіра гола, слизиста з великою кількістю горбочків шкіряних залоз, що виділяють слиз. Забарвлення аксолотлів буває оливковим, білим, чорним.
Аксолотлям характерна неотенія — затримка онтогенезу на стадії, що передує дорослому стану, із надбанням здатності до статевого розмноження.

### Регенерація

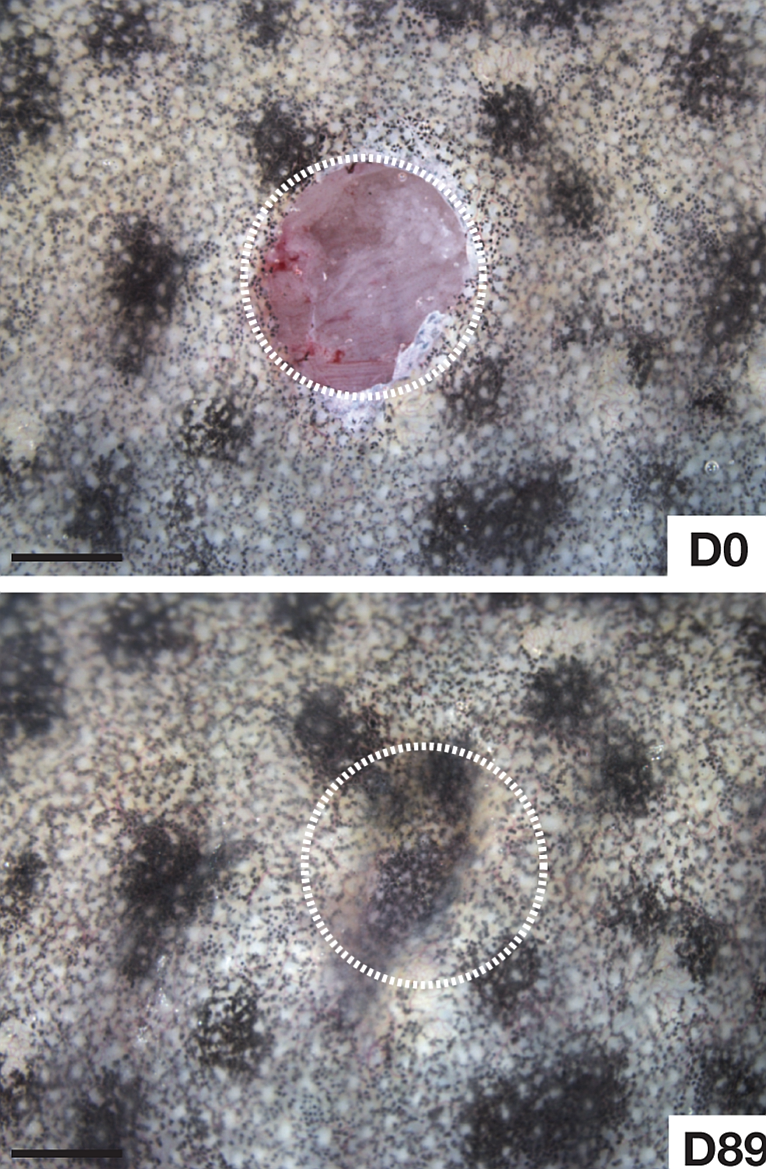
Загоєння шкіри аксолотля (у білому колі). Зверху: рана, день перший. Знизу: день 89, шрам відсутній

Аксолотль має унікальні здатності до відновлення втрачених кінцівок, хвоста, пошкоджених внутрішніх органів і навіть частин головного мозку, тому ця тварина становить великий інтерес для вивчення процесів репаративної регенерації. Плюрипотентні клітини, котрі як ембріональні стовбурові клітини людини, мають природну здатність до морфогенезу (перетворення) у будь-яку клітину організму, при необхідності замінюючи втрачені клітини тканини.
Проте, здатності аксолотля до регенерації обмежені. Кінцівка не відновлюється, якщо її видалити разом з лопаткою і ключицею, до яких вона прикріплюється. Хвіст не відновлюється, якщо його відрізати біля самого кореня. Око не відновлюється, якщо його видалити цілком. Особини, що повністю пройшли метаморфозу в амбістому, втрачають здатність до регенерації.

## Спосіб життя
Аксолотль мешкає лише в прісних водах озер Xochimilco та Chalco в долині Мехіко. Озера Chalco більше не існує — воно було осушене для боротьби з повенями, а від озера Xochimilco залишились, в основному, лише штучні канали. Температура води в Xochimilco рідко підіймається вище 20 °C. Взимку вона може опускатися до 6—7 °C, а можливо, і нижче.

### Дієта
Аксолотль м'ясоїдний, споживає дрібну здобич, таку як молюски, черв'яки, комахи, інші членистоногі та дрібна риба в дикій природі. Аксолотлі знаходять їжу за запахом і «накидаються» на будь-яку потенційну здобич, засмоктуючи її в шлунок силою вакууму.

### Розмноження

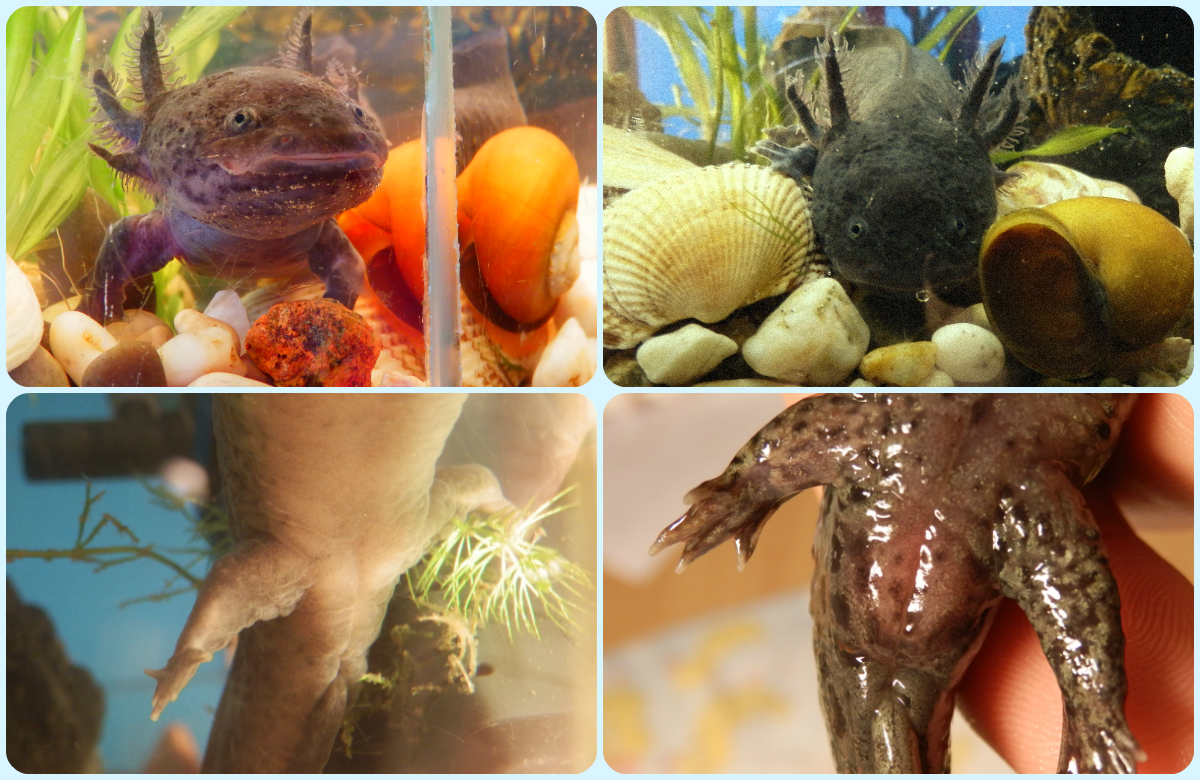
Статеві відмінності у аксолотлів (справа — самка, зліва — самець)

У аксолотлів наявні зовнішні відмінності між самцями і самками. В самця є припухлості біля анального отвору, самки зазвичай товстіші за самців. Як в амбістоми, в аксолотлів запліднення внутрішнє. Самець відкладає на дно водойми декілька сперматофор; самка підбирає їх клоакою, а після запліднення відкладає ікру.
Аксолотлі здатні розмножуватись, попри стадію личинки. Якщо аксолотль потрапляє у глибоку водойму, то метаморфоза в амбістому не закінчується і він назавжди залишається личинкою. Це відбувається через недостатню активність щитоподібної залози, що виробляє гормон тироксин.
Відомий експеримент Шарля Війстона, в якому самиці тритона були пересаджені яєчники аксолотля, що прижилися і почали функціонувати. Яйцеклітини її були запліднені сперматозоїдами аксолотля і на світ з'явилися аксолотлі. Обернені операції — від тритона до аксолотля і від голчастого тритона до звичайного — результатів не давали.

## Загрози вимирання

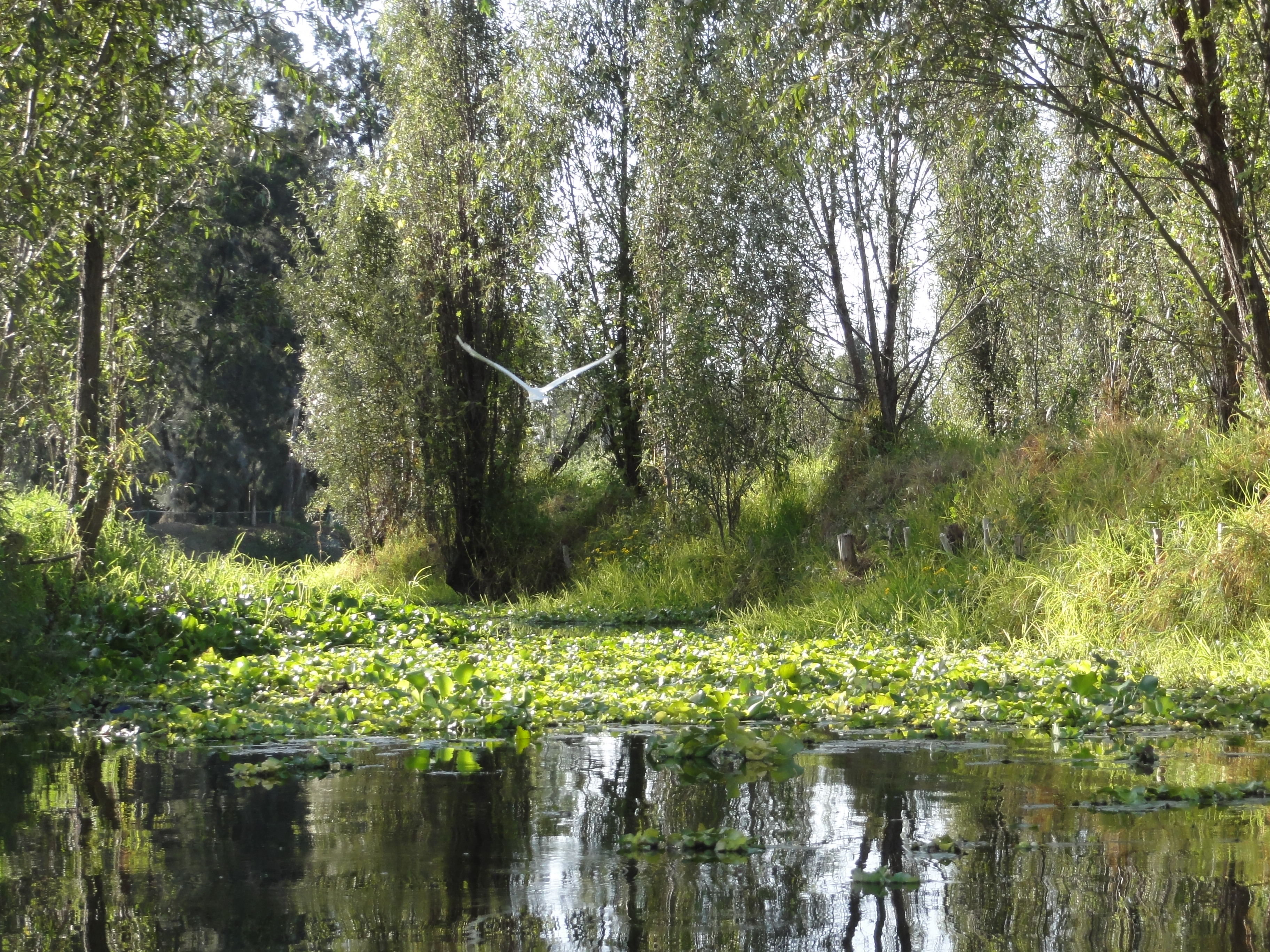
Природна зона існування аксолотлів — озеро Xochimilco, Мехіко

Наразі аксолотль занесений до щорічного Червоного списку видів, що перебувають під загрозою зникнення, Міжнародного союзу охорони природи.
Розбудова Мехіко спричинила значний тиск на дику популяцію аксолотлів. Вони нативні лише в регіоні долини Мехіко і хоча колись їхній ареал простягався через більшість озер і водно-болотних угідь, що складають цей регіон, тепер їхнє природне середовище обмежується озером Xochimilco. Саме озеро не є великою водоймою, а радше серією штучних каналів, невеликих озер і тимчасових водно-болотних угідь. Води озера підтримуються за рахунок надходження лише частково очищених стічних вод. Тести якості води показують низьке співвідношення азоту і фосфору та високу концентрацію хлорофілу-a, що свідчить про бідне на кисень середовище, не придатне для життя аксолотлів. Окрім цього озеро забруднюється пестицидами з сільськогосподарських угідь в околицях Xochimilco, що різко підвищують смертність ембріонів і личинок аксолотлів. У тих ембріонів і личинок, що вижили, також спостерігається збільшення морфологічних та поведінкових аномалій.
Віднедавна у води озера були завезені чужорідні види риб, такі як африканська тилапія та азійський короп. Ці нові риби поїдають молодь аксолотлів, та їхню основну здобич. Присутність цих видів змінює поведінку аксолотлів, змушуючи їх бути менш активними, щоб уникнути хижацтва. Таке зниження активності суттєво впливає на можливості аксолотлів у пошуку їжі та розмноженні.
Дослідження 1998, 2003 і 2008 років виявили 6000, 1000 і 100 аксолотлів на квадратний кілометр у біотопі озера Xochimilco відповідно. Чотиримісячні пошуки 2013 року, однак, не виявили жодної живої особини в дикій природі. Місяць потому двох диких аксолотлів було помічено в мережі каналів, що ведуть від озера Xochimilco.

### Зусилля з відтворення популяції

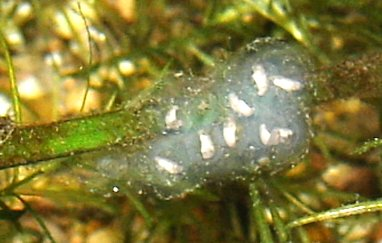
Яйця аксолотля

Наразі не спостерігається значного покращення умов існування в озері чи популяції місцевих аксолотлів. Багато вчених зосереджують свої зусилля на переселенні розведених у неволі особин у нові місця проживання або реінтродукції в озеро Xochimilco. Лабораторія екологічної реставрації (LRE) при Національному автономному університеті Мексики (UNAM) виростила популяцію з понад 100 особин, вирощених у неволі. Ці аксолотлі здебільшого використовуються для лабораторних досліджень, але вже розроблено плани створення напівштучного водно-болотного угіддя на території університету, метою якого є створення життєздатної популяції аксолотлів. Дослідження показали, що аксолотлі, вирощені в напівприродному середовищі, можуть ловити здобич, виживати в дикій природі та мають помірний успіх у втечі від хижаків. Ці особини, вирощені в неволі, можуть бути випущені в незабруднені водойми або назад в озеро Xochimilco, щоб створити або відновити дику популяцію.

## Утримання в неволі

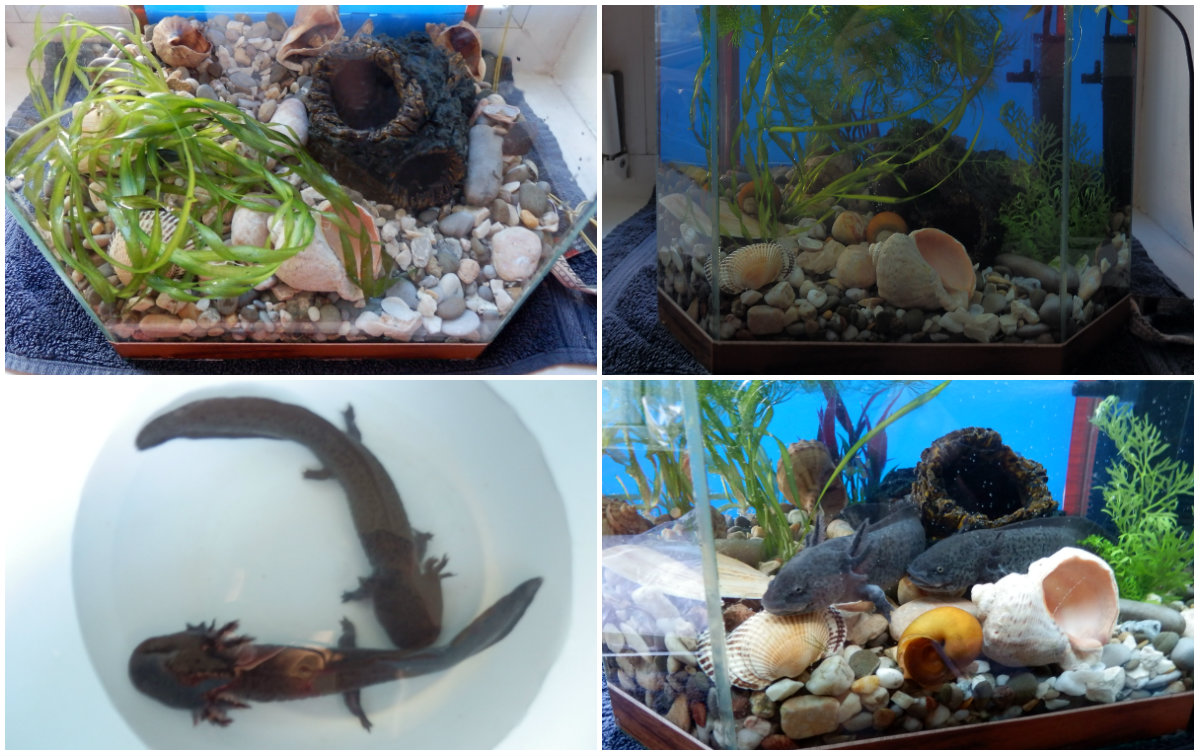
Утримування аксолотлів в акваріумі

Аксолотль — популярна екзотична домашня тварина, як і його родич, тигрова амбістома (Ambystoma tigrinum). Як і для всіх пойкілотермних організмів, низькі температури призводять до уповільнення метаболізму і дуже нездорового зниження апетиту аксолотлів. Для забезпечення достатнього обсягу харчування аксолотлів у неволі рекомендується утримувати при температурі ~16—18 °C. Стрес, спричинений тривалим перебуванням при низьких температурах, може призвести до хвороби та смерті, а температура вище 24 °C може призвести до пришвидшення метаболізму, що також спричиняє стрес і, зрештою, смерть. Хлор, який зазвичай додають у водопровідну воду, шкідливий для аксолотлів.
Для одного аксолотля зазвичай потрібен акваріум об'ємом у 150 літрів. Аксолотлі проводять більшість свого часу на дні акваріума. Аксолотлів можна утримувати невеликими групами, але не рекомендується поміщати в акваріум з рибами, оскільки риби часто пошкоджують зябра аксолотлів, відкушуючи їхні шматки, а аксолотлі, своєю чергою, харчуються рибою.

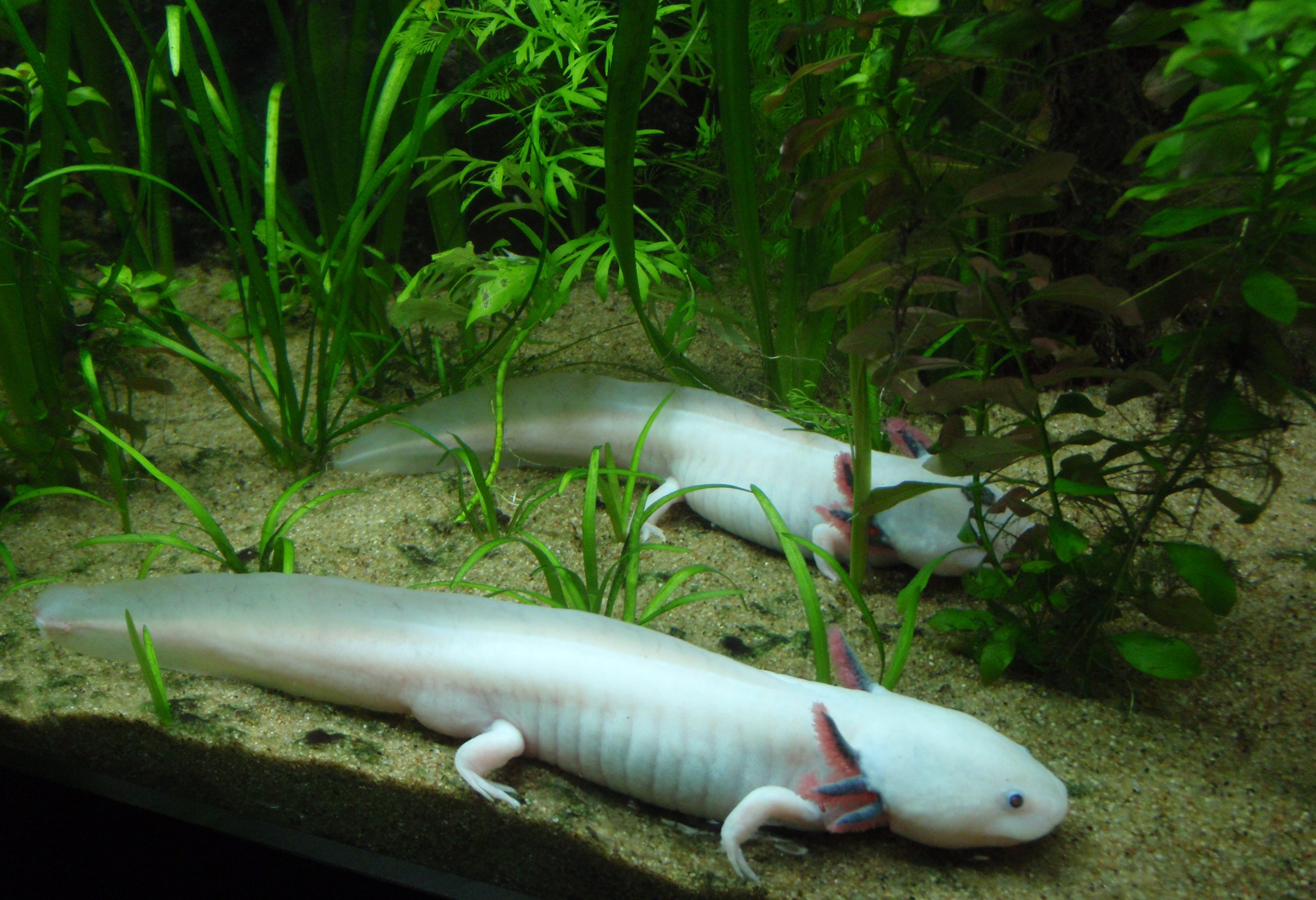
Ambystoma mexicanum з лейкізмом в акваріумі Ванкуверу

У неволі аксолотлі живляться різноманітною легкодоступною їжею, зокрема шматочками форелі та лосося, замороженим або живим мотилем, черв'яками та гусінню воскової молі. Аксолотлі також можуть їсти кормову рибу, але слід бути обережними, оскільки риба може містити паразитів.
Субстрат є ще одним важливим фактором при утриманні аксолотлів у неволі, оскільки аксолотлі (як і інші земноводні та рептилії) схильні ковтати ґрунт разом з їжею і зазвичай схильні до непрохідності шлунково-кишкового тракту та проковтування сторонніх тіл. Деякі поширені акваріумні субстрати можуть бути шкідливими для земноводних і плазунів. Не слід використовувати гравій (поширений в акваріумістиці), і рекомендується, щоб будь-який пісок складався з гладких зерен менше 1 мм. В одному з лабораторних посібників з догляду за аксолотлями зазначається, що непрохідність кишечника є поширеною причиною смерті, і рекомендується, щоб тварини не мали доступу до предметів діаметром менше 3 см (або приблизно розміром з голову тварини).
Існують деякі докази того, що аксолотлі можуть шукати гравій відповідного розміру для використання в якості гастролітів на основі експериментів, проведених в колонії аксолотлів в Університеті Манітоби. Оскільки немає переконливих доказів гастролітів у аксолотлей, слід уникати використання гравію у їхніх акваріумах.

## Аксолотль у культурі
Вид названо на честь ацтекського божества Шолотля, бога вогню і блискавки, який перетворився на аксолотля, щоб уникнути жертвоприношення іншими богами. Вони продовжують відігравати важливу культурну роль у Мексиці. Крім того «аксолотль» означає «водяне чудовисько» мовою науатль.
Аргентинський письменник Хуліо Кортасар написав оповідання «Аксолотль» (1956).
У деяких творах Френка Герберта згадується вигадана технологія клонування за допомогою «аксолотлевих чанів» (англ. axlotl/axolotl tanks).
Покемон Мадкіп та його еволюції, додані в Pokémon Ruby та Sapphire (2002), візуально натхненні аксолотлями. Дизайн дракона Беззубика із серії фільмів «Як приборкати дракона» також значною мірою базувався на аксолотлях.
Продовжуючи тренд Mojang Studios з додавання зникаючих видів у свої ігри для підвищення обізнаності, аксолотлі були додані до відеогри Minecraft у 2020 році в оновленні 1.17, і були включені до її спін-оффів Minecraft: Dungeons і Lego Minecraft. Антропоморфний аксолотль, на ім'я Аксо з'явився у Fortnite Battle Royale 9 серпня 2020 року як костюм, який можна придбати.